# Hromovka (Karkonosze)
Hromovka (niem. Tannenstein, 1031 m n.p.m.) – niezbyt wybitne wzniesienie w czeskiej części Karkonoszy.

## Położenie
Wzniesienie położone jest w centralnej części Karkonoszy, ok. 1,5 km na południe od centrum Szpindlerowego Młyna, w grzbiecie Černohorská hornatina. Stanowi niezbyt wyraźną kulminację ramienia opadającego ku północnemu zachodowi od szczytu Přední planiny. Ma strome zbocza o wysokości powyżej 300 m.

## Wody
Na zboczach znajdują się źródła kilku niewielkich potoków, które są lewymi dopływami Łaby. U zachodnich podnóży znajduje się sztuczny zbiornik na Łabie (Vodní nádrž Labská).

## Roślinność
Masyw pokryty jest lasami świerkowymi, obecnie częściowo wyrąbanymi. Przecinają je liczne drogi leśne. Na północno-zachodnim zboczy znajduje się hala z zabudowaniami.

## Ochrona przyrody
Wzniesienie położone na obszarze czeskiego Karkonoskiego Parku Narodowego (Krkonošský národní park, KRNAP), który nie obejmuje dolnych partii zboczy.

## Turystyka
W pobliżu koty przechodzi:
- żółty szlak ze Špindlerovego Mlýna do Peca pod Sněžkou,

Niżej przechodzą:
- żółty szlak ze Špindlerovego Mlýna do Vrchlabí,
- niebieski szlak ze Špindlerovego Mlýna do Vrchlabí

Północne zbocza Hromovki, podobnie jak i całej Přední planiny pokrywają liczne wyciągi narciarskie i trasy narciarskie.